# Naoya Fuji
Naoya Fuji (藤 直也 Fuji Naoya?, nacido el 31 de mayo de 1993 en Ehime) es un exfutbolista japonés. Jugaba de centrocampista y su último club fue el Ehime FC de Japón.

## Trayectoria

### Clubes
| Club             | País  | Año         |
| ---------------- | ----- | ----------- |
| Ehime FC         | Japón | 2012 - 2016 |
| J. League sub-22 | Japón | 2014        |

## Estadística de carrera

### J. League
| Club             | Año   | J. League | J. League | Copa J. League | Copa J. League | Total | Total |
| Club             | Año   | Part.     | Goles     | Part.          | Goles          | Part. | Goles |
| ---------------- | ----- | --------- | --------- | -------------- | -------------- | ----- | ----- |
| Ehime FC         | 2012  | 1         | 1         | -              | -              | 1     | 1     |
| Ehime FC         | 2013  | 3         | 0         | -              | -              | 3     | 0     |
| Ehime FC         | 2014  | 26        | 2         | -              | -              | 26    | 2     |
| Ehime FC         | 2015  | 7         | 0         | -              | -              | 7     | 0     |
| Ehime FC         | 2016  | 1         | 0         | -              | -              | 1     | 0     |
| J. League sub-22 | 2014  | 1         | 0         | -              | -              | 1     | 0     |
| Total            | Total | 39        | 3         | 0              | 0              | 39    | 3     |